# Pleurosternidae
De Pleurosternidae zijn een familie van uitgestorven zoetwaterschildpadden die behoren tot Paracryptodira. Ze zijn met zekerheid bekend uit het Laat-Jura tot het Vroeg-Krijt (Albien) van West-Europa en Noord-Amerika.

## Ecologie
De hoge morfologische diversiteit van schedels van de groep suggereert een hoge ecologische plasticiteit. Glyptops en Pleurosternon vertonen waarschijnlijke aanpassingen voor zuigvoeding, terwijl Dorsteochelys waarschijnlijk een voedingsgeneralist was.

## Geslachten
- Dinochelys, Morrisonformatie, Verenigde Staten, Laat-Jura (Tithonien)
- Dorsetochelys, Purbeck Group, Engeland, Vroeg-Krijt (Berriasien) Bückebergformatie, Duitsland, Berriasien
- Glyptops, Morrisonformatie, Verenigde Staten, Laat-Jura (Tithonien)
- Pleurosternon, Purbeck Group, Engeland, Vroeg-Krijt (Berriasien), Ágreda plaats, Spanje, Tithonien-Berriasien, Frankrijk, Tithonien-Berriasien
- Riodevemys, Villar del Arzobispoformatie, Spanje, Laat-Jura (Tithonien)
- Selenemys, Lourinhãformatie, Portugal, Laat-Jura (Kimmeridgien)
- Toremys, Escuchaformatie, Spanje, Vroeg-Krijt (Albien)

Uluops uit het Laat-Jura van Noord-Amerika kan ook behoren tot Pleurosternidae.
Ongeldige taxa
- Desmemys, Bückebergformatie, Duitsland, Berriasien (nomen dubium)